# Distretto di Las Amazonas
Il distretto di Las Amazonas è uno dei tredici distretti della provincia di Maynas, in Perù. Si trova nella regione di Loreto e si estende su una superficie di 6.592,27 chilometri quadrati.
Istituito il 2 luglio 1943, ha per capitale la città di Francisco de Orellana.